# Soldado 2.ª Classe
O Soldado de 2.ª Classe (Sd PM 2ª Cl) é um graduado existente na hierarquia militar, inferior a de Soldado de 1.ª Classe em algumas Polícias e Corpos de Bombeiros Militares estaduais do Brasil.[carece de fontes?]

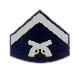
Divisa de Soldado PM de 2.ª Classe - PMSC

De acordo com o estado da Federação, ela pode designar o Soldado PM recém-formado mas que ainda não possui estabilidade (adquirida normalmente após dez anos de serviço) ou então aquele que ainda está no período de recrutamento, realizando o Curso de Formação de Soldados
Há ainda estados nos quais a divisão das classes de Soldados se dá por meio de letras, de "A" até "C", de maneira decrescente, sendo os de "Classe C" aqueles que estão em formação.